# Château de Chouvigny (Chouvigny)
Ne doit pas être confondu avec le château de Chouvigny (Givarlais) (Allier)
Le château de Chouvigny est un ancien château fort situé à Chouvigny, en France.

## Localisation
Le château est situé sur le territoire dela commune de Chouvigny, sur un éperon rocheux dominant de 80 m la vallée de la Sioule, à l'endroit où les gorges, dites gorges de Chouvigny, s'élargissent, dans le département de l'Allier, en région Auvergne-Rhône-Alpes. Il est situé à environ 300 m au sud-est du bourg dans un vallon fréquenté par un chemin pénétrant vers l'Auvergne. La route qui monte de la Sioule vers le bourg passe derrière le château et en dessert l'entrée.

## Description
Le château de Chouvigny est un exemple de l'architecture militaire au Moyen Âge, notamment avec la cour de cavalerie et les archères en queue de carpe parfaitement conservées dans la tour de guet. Les visites donnent accès à l'oratoire, au logis seigneurial qui abrite une collection d'armes et armures médiévales, au salon d'honneur, à la tour du trésor et à la tour de guet, ainsi qu'aux diverses terrasses avec vue panoramique sur la Sioule,.
Le donjon cylindrique du XIIIe siècle protège en enfilade les logis seigneuriaux. Bien que semblant dominé par les plateaux environnants, les échancrures qui l'en séparent de part et d'autre suffisent à le tenir à distance de l'artillerie de jet médiévale, dont la portée est assez réduite.

## Historique
Le château fort est édifié en 1250 par Guillaume Ier de Chauvigny, peut-être sur l'emplacement d'un castrum gallo-romain du nom de Calviniacum, qui serait à l'origine du nom de Chauvigny, déformé en Chouvigny. C'est le berceau de la famille de Chauvigny devenue par alliance au XIIIe siècle Chauvigny de Blot. Au début du XVe siècle, il passe par mariage à la famille de Montmorin, puis, par le mariage de Françoise de Montmorin avec Jean Motier de La Fayette, seigneur d'Hautefeuille, en 1543, à la famille de La Fayette. Au XVIIe siècle, il appartient à l'arrière-petit-fils de Jean, François de La Fayette ; son épouse, Madame de La Fayette, y a séjourné.
Sous le Second Empire, le château de Chouvigny a appartenu au duc de Morny, il fut transformé en pavillon de chasse.
Au début des années 1930, le château a été racheté par un ingénieur, Jean-Louis Rufenacht et son épouse Madeleine, dans le but de le transformer en chambres d'hôtes, mais, les travaux importants et l'époque ne s'y prêtant pas, ils abandonnèrent le projet. Le château fut revendu en 1945. La sépulture de Jean-Louis et Madeleine se trouve au cimetière de l'église.
Après des années d'abandon, il est restauré restauré vers le milieu du XXe siècle et dans les années 1960 par un passionné d'histoire et d'architecture médiévale. Désormais, il appartient à une famille qui s'engage à mettre en valeur ce lieu historique en y organisant des spectacles et des visites pendant la saison estivale,.

## Galerie

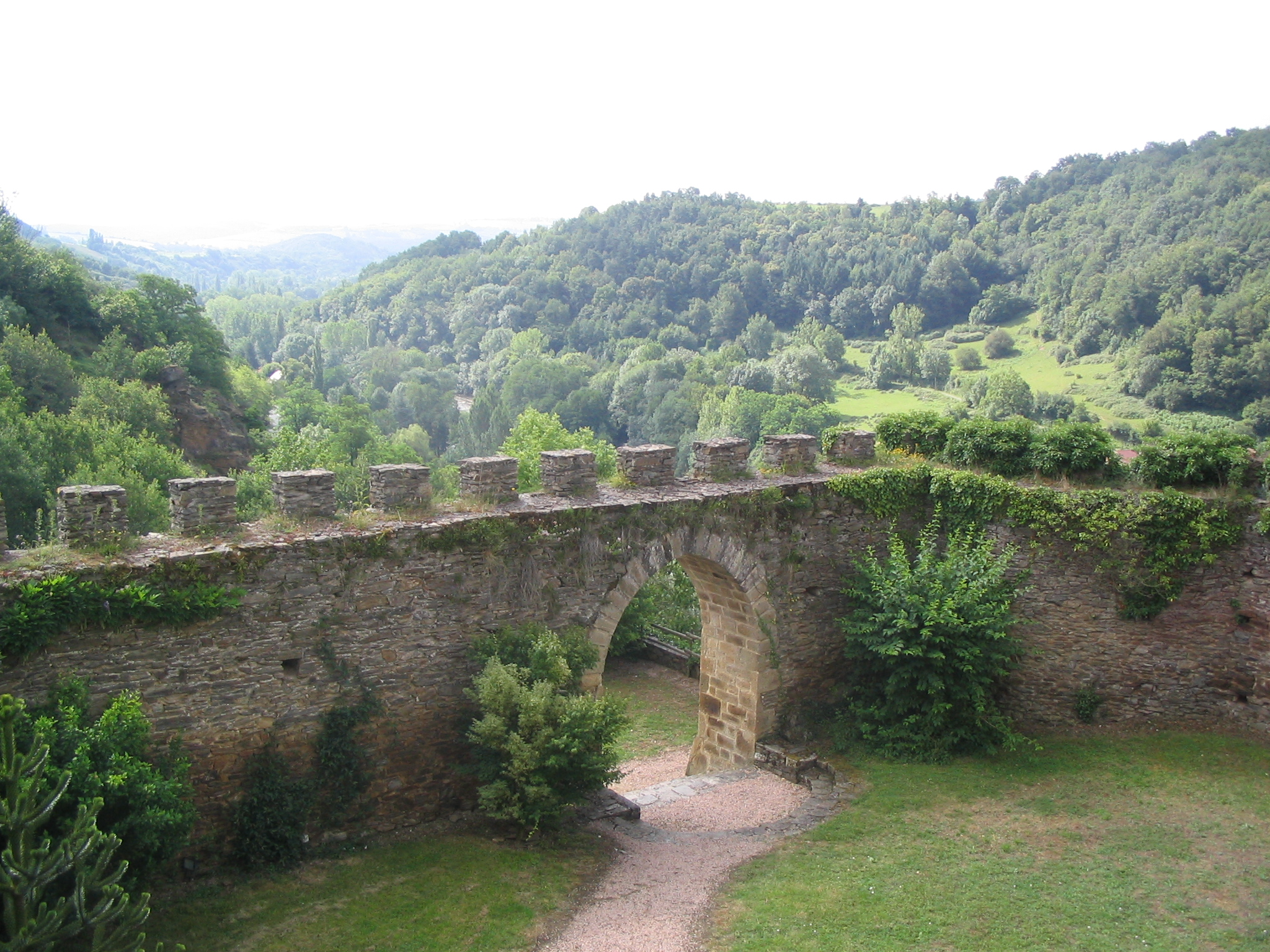
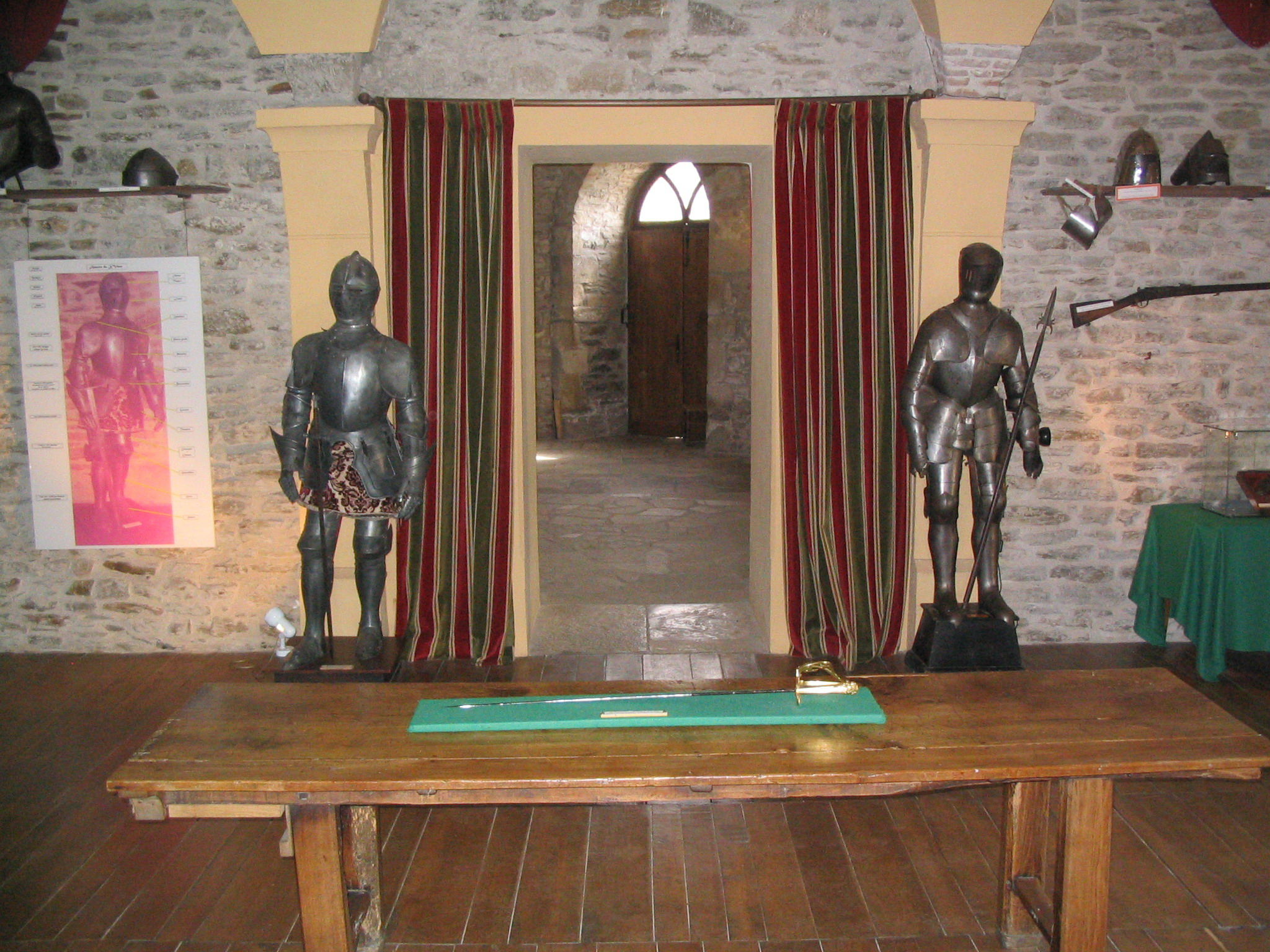